# Isnapur
Isnapur là một thị trấn thống kê (census town) của quận Medak thuộc bang Andhra Pradesh, Ấn Độ.

## Nhân khẩu
Theo điều tra dân số năm 2001 của Ấn Độ, Isnapur có dân số 7564 người. Phái nam chiếm 53% tổng số dân và phái nữ chiếm 47%. Isnapur có tỷ lệ 59% biết đọc biết viết, thấp hơn tỷ lệ trung bình toàn quốc là 59,5%: tỷ lệ cho phái nam là 68%, và tỷ lệ cho phái nữ là 49%. Tại Isnapur, 15% dân số nhỏ hơn 6 tuổi.